# تلكوم (صوماليا)
تيليكوم هي شركة مشغلة لشبكة الاتصالات في الصومال . وهي أول شركة خاصة كبرى تقدم خدمات الاتصالات للمدن في كامل أنحاء البلاد.

## ملخص
يقع المقر الرئيسي لشركة TELCOM SOMALIA في سوق باكارا بمقديشو . يوجد للشركة مكاتب تمثيلية في دبي ، الإمارات العربية المتحدة ، وفي لندن ، المملكة المتحدة ، حيث يتم التعامل مع المحاسبة، العلاقات الدولية وخدمات النقل .
ويترأس مجلس إدارتها محمد الشيخ، وسعيد أولو كمديراً عاماً، وحسن إبراهيم مرسال كمديراً تنفيذياً للتكنولوجيا ، وعمر حسين عدنان كمديراً تنفيذياً للنقل. يبلغ عدد الموظفين 750 موظفًا حاليا. ولديها ثلاث شبكات تابعة في مقديشو وهرجيسا وبوساسو - وهو يوجد رابط اتصال بين جميع هذه الشبكات.

## روابط خارجية
- الاتصالات السلكية واللاسلكية نسخة محفوظة 2 فبراير 2008 على موقع واي باك مشين.